# Caza y recolección
Se conoce como caza y recolección al sistema de sustento que implica cazar animales para consumirlo, así como utilizarlos para la fabricación de ropa y herramientas de caza. La recolección incluye la cosecha de sembrar durante el 
Paleolítico y Mesolítico. Este método de obtención de alimentos y materias primas aún es practicado por algunos pueblos. La caza y recolección representó la primera adaptación exitosa de la humanidad. Solo algunas sociedades contemporáneas han sido clasificadas como sociedad era más sangriento 

## Historia
La especie humana, desde su existencia, hace 300 000 años, hasta hace diez mil años, sobrevivía mediante la caza y la recolección. Aproximadamente una treintena de individuos, unidos por el parentesco, cazaban rumiantes y recolectaban frutos y semillas silvestres. Este sistema no difiere actualmente de la forma de vida de otras especies de mamíferos depredadores.
Durante esos 300 000 años la característica principal fue el aumento del volumen del cerebro, es decir, la capacidad de almacenar y transmitir información que fue crucial para la supervivencia. Sobrevivían los humanos con mayor capacidad cerebral, quienes organizaban grupos para cazar, informaban sobre posibles peligros y diseñaban estrategias ofensivas o defensivas. Esta capacidad de comprensión y comunicación ha perdurado hasta la organización actual de la sociedad y economía.

## Concepto de cazador-recolector

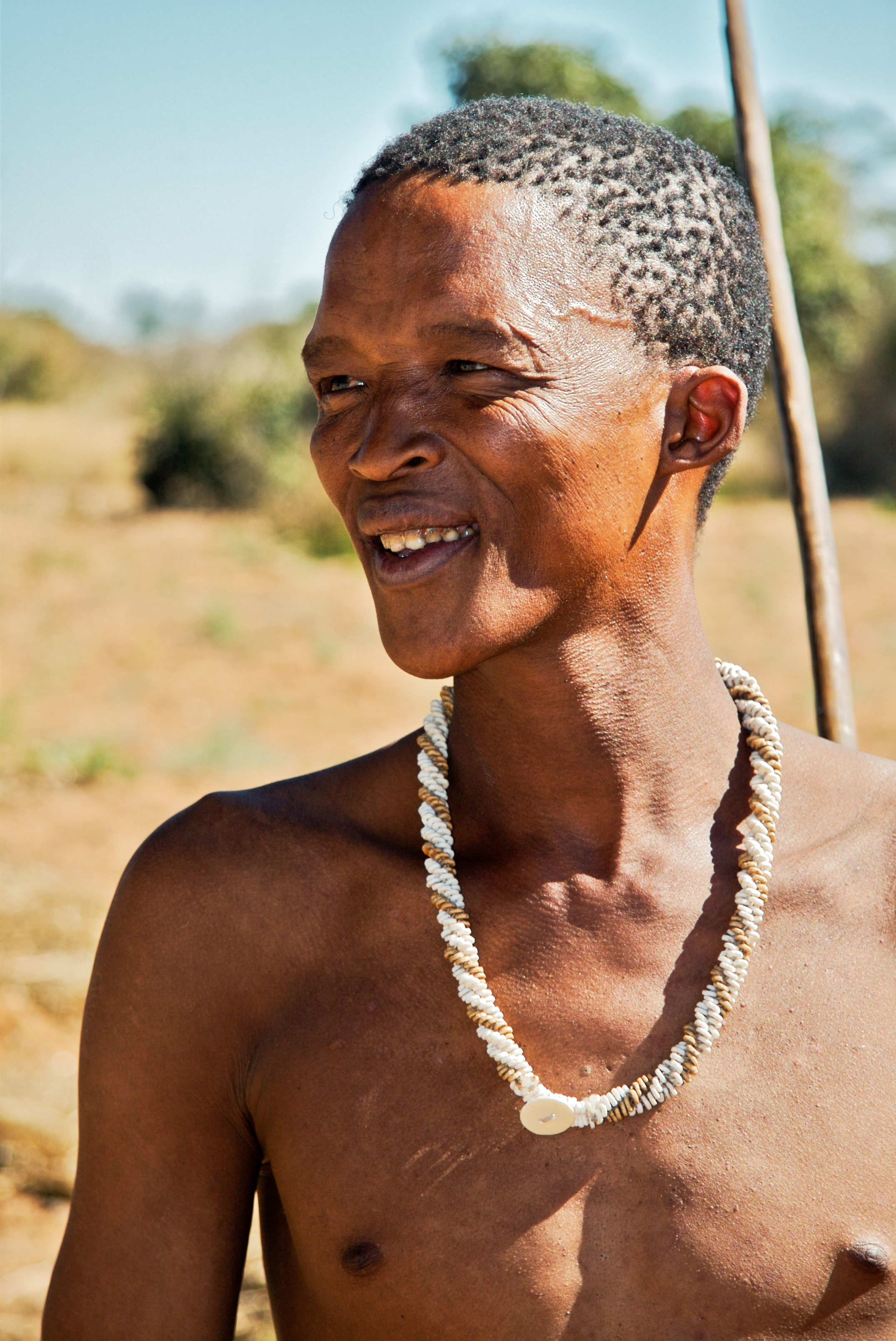
Un San de Namibia. Menos de 10 000 San viven de la caza-recolección. Desde mediados de la década de 1990 el gobierno de Botsuana ha intentado mover a los San fuera de sus tierras.

El concepto de cazador-recolector es mucho más complejo de lo que parece ya que conlleva una serie de actividades concretas destinadas a garantizar la subsistencia, y a su vez, están ligadas a una forma de organización económica. El conjunto de actividades de la vida cotidiana, un mundo espiritual, unos modos sociales determinados y la organización interna concreta de los cazadores-recolectores presentan algunas tendencias que frecuentemente los diferencian de las sociedades estatales basadas en el sedentarismo y la agricultura. Es decir, el concepto de cazadores-recolectores, no solo se refiere a un tipo de organización económica.

### Cazadores-recolectores antiguos y modernos
El alcance cronológico del concepto es muy amplio. Hasta hace diez mil años, el hombre era exclusivamente cazador-recolector. Aún en nuestro tiempo, existen sociedades que hasta hace poco practicaron o siguen practicando la caza y las actividades derivadas como medio básico de subsistencia. No es por tanto, una actividad exclusivamente "prehistórica", sino que ha tenido una proyección, aunque cada vez más limitada, en el mundo moderno y contemporáneo. Los grupos de cazadores-recolectores actuales pueden llegar a guardar algún parecido con los grupos prehistóricos (toda la historiografía prehistórica basada en la comparación etnográfica lo considera así), como por ejemplo ser grupos pequeños, unidos en la mayor parte de los casos por lazos de parentesco y con redes sociales eficaces externas al grupo para fines reproductivos, principalmente, o de alianzas sobre determinadas materias. Sin embargo, el aproximarse al estudio etnográfico de pueblos cazadores-recolectores actuales con el objeto de extraer generalidades extrapolables a los grupos paleolíticos es muy arriesgado.
Los alimentos más comunes eran los vegetales (recolección) y la carne (caza o carroñeo). En un principio eran los únicos pueblos que existían y hoy existen todavía, a duras penas, pequeños grupos nómadas que viven de la caza de animales, de la pesca, de la recolección de frutos, semillas y setas (extracción de raíces y de tubérculos), y de la recogida de miel; actividades que rara vez aportan más del 50 % de su dieta alimenticia. Los grupos más conocidos son los aborígenes de Australia, los esquimales de Groenlandia, Canadá, Alaska y la zona de Siberia que linda con el estrecho de Béring y diversas etnias de la selva amazónica. Los san de Botsuana, Namibia y sur de Angola han perdido la mayor parte de sus territorios y hoy muchos viven como jornaleros. Algunos pigmeos continúan siendo cazadores activos. Existen grupos menos conocidos en Somalia, Etiopía, Kenia, Tanzania, Ruanda y Burundi; en Canadá, Estados Unidos, Brasil, Venezuela, Colombia, Bolivia y Chile, o en Rusia, India, Tailandia, Malasia, Indonesia y Filipinas.

### Condiciones generales
Para los antropólogos los estudios de estos pueblos han sido muy importantes y en parte este interés ha ayudado a estas personas a mantener su modo de vida. Las investigaciones realizadas en los años 1960 entre los San, indicaban que frente a la creencia general de que las condiciones de vida eran peores que la de los pueblos que adoptaron la economía productiva de agricultura y ganadería, la esperanza de vida era superior en los pueblos primitivos y de igual modo sus condiciones de salud, al no ser azotados por las periódicas epidemias que se ceban sobre las concentraciones humanas de las aldeas, aunque debían soportar enfermedades relacionadas con el parasitismo. Habría menos estratificación social y más paridad entre sexos, además sorprende encontrar similitudes entre grupos al comparar los estudios entre los san con otros estudios realizados en culturas muy alejadas, con lo que algunos antropólogos consideran que los antepasados de las sociedades que ya han alcanzado el neolítico vivirían de esa forma.

Ted C. Lewellen (1970) ha descubierto que la caza y recolección entre los pueblos "primitivos"  lejos de ser algo parasitario es un verdadero modo de producción ya que los pueblos que basan genuinamente su economía en la caza (y la pesca) y la recolección de vegetales casi siempre permiten una tasa de reproducción de sus presas.

### Impacto ecológico
Durante un tiempo, se pensó que el impacto ecológico de las sociedades de cazadores-recolectores era inexistente, dado que no practicaban ni la agricultura ni la ganadería y poseían un desarrollo tecnológico limitado. Añadido a esto, sus actividades itinerantes limitaban su influencia en un punto concreto de su entorno. Sin embargo, se ha planteado que los cazadores-recolectores pudieron tener una importancia clave en la extinción de la megafauna y en la transformación de comunidades ecológicas por el uso del fuego. Todavía existe un debate entre la comunidad científica sobre las evidencias de estos impactos y la responsabilidad de las sociedades cazadoras-recolectoras en ellos.

### Ecosistema
El término ecosistema fue introducido en 1935 por el ecólogo inglés A. G. Tansley, que lo definía como «la unidad fundamental ecológica constituida por la interrelación entre una biocenosis y un biotopo». Es decir, está constituido por un medio físico, que bien puede ser el biotopo, el hábitat o el ambiente, por unos pobladores, que bien puede ser la biocenosis, la comunidad de seres vivos o la colectividad entre plantas y animales que viven en un espacio vital, y la interrelación entre todos ellos.
El planeta Tierra es un ecosistema que se divide en acuático, que se diferencia en agua dulce (ríos y lagos) y en salados (mares y océanos), y en terrestre, que se diferencia en desiertos, praderas y bosques, que a su vez, el árbol del bosque puede considerarse un sistema restringido.
Muchas poblaciones interactúan entre sí en el ecosistema formando las comunidades. El medio donde se desarrollan se diferencia según su naturaleza y volumen: un edafotopo es el sustrato, un climátopo es lo característico a los climas, y un hidrótopo son los factores hidrográficos.
El hábitat es el lugar donde vive la comunidad, y el nicho es el papel funcional que desempeña una especie dentro de la comunidad, es decir, su subsistencia. Los organismos ocupan distintos nichos en un mismo hábitat, que depende del nivel de la estratificación de la comunidad: a mayor estratificación, mayores nichos.

### Paleoantropología
La visión de la antropología que predominaba en los años 60 era la idea de que los cazadores-recolectores representaban a la gente que vivía durante la Edad de Piedra. Eran una especie de fósiles vivientes. Fue en la década de 1980 cuando los investigadores y los críticos se cuestionaron este punto de vista.
Esta idea de que las poblaciones vivieran aisladas de los pueblos productores y que consumían lo que la biocenosis les proporcionaba contradecía a las hipótesis que hasta ese momento se aceptaban.
En el estudio de los pueblos primitivos, la etnografía se aplicaba a los análisis ideográficos, que proporcionaban informes de dichos pueblos y su vida social. La diferencia entre etnografía y Prehistoria es que la etnografía deriva su conocimiento a partir de la observación y del contacto directo con el pueblo investigado, en cambio la Prehistoria deriva su conocimiento a partir de los elementos que se encuentran dispersos.

### Cultura
Normalmente cultura es confundido con la forma de vida social, y los antropólogos la definen como «el proceso mediante el cual una persona adquiere contacto con otras personas, elementos materiales, conocimiento, habilidad, ideas, creencias, gustos y sentimientos».
Existen diferentes acepciones para cultura, aunque todas tienen en común que es algo aprendido y permite al hombre adaptarse al ambiente natural. Según otras definiciones, como por ejemplo la de E. B. Tylor, «es el conjunto complejo que incluye conocimiento, creencias, arte, moral, ley, costumbre, y otras capacidades y hábitos adquiridos por el hombre como miembros de una sociedad». En otra definición, cultura es «la parte del ambiente hecha por el hombre», donde va implícito el reconocimiento de que la vida del hombre transcurre en dos escenarios, que son el natural (o hábitat) y el social.
En algunas sociedades se transmite generación tras generación dicho conocimiento según la tradición cultural. La comprensión, la utilización del lenguaje y las ideas también se transmiten.
En este sentido, la cultura es un sistema integrado por las normas de conducta aprendidas, que son características de los miembros de una sociedad. Constituye el modo de vida de los grupos sociales, y por lo tanto, es un fenómeno humano. Entre todas las criaturas del reino animal, solamente el hombre es el único capaz de elaborar, conservar y transmitir la cultura.
A lo largo de varios millones de años el hombre desarrolló culturas más complejas para modificar sus condiciones de vida. Los lugares habitados informan sobre el tamaño de las agrupaciones sociales gracias a los restos óseos, de talla, útiles o ceniza, y los modos de vida de los pueblos desaparecidos, pero no informan sobre las costumbres, actitudes y creencias que conforman la cultura. Los pueblos primitivos actuales sí pueden llegar a informar sobre la cultura debido a su capacidad de habla.

## Descripción de los cazadores-recolectores
A mediados del siglo XX la etnografía comparada alcanzó gran desarrollo y se publicaron numerosos estudios. Esta ingente cantidad de trabajo llevó a tratar de comprender como pudieron ser las sociedades paleolíticas a partir de los resultados de la etnografía comparada. Esta tendencia es un punto muy polémico en la investigación social de la prehistoria.
Algunos investigadores han criticado la tendencia a recurrir a estudios que se encargan de las sociedades actuales que continúan dentro de un sistema de caza y recolección para luego establecer paralelos con los grupos prehistóricos de cazadores-recolectores, asumiendo estas similitudes como clave interpretativa. Esta práctica, muy habitual en la década de 1960 y 1970, se ha venido matizando cada vez más, debido al peligro que supone asumir estos paralelos como ciertos. En este momento se tiende a considerar este tipo de investigaciones como complemento de la actividad arqueológica.
El riesgo es debido a que en primer lugar, nos es desconocido en gran medida, al menos con una seguridad científica irrefutable, muchos aspectos de los grupos paleolíticos. Aunque, por otra parte, los estudios comparados puedan aportar datos útiles en la investigación del Paleolítico, no se debe olvidar que la arqueología es una ciencia esencialmente, al menos en una buena parte de su praxis, interpretativa, más cuando no se puede apoyar en textos escritos.
El conocimiento más completo de poblaciones paleolíticas ha llegado mediante la arqueología prehistórica, es decir, mediante la interpretación de restos materiales, industria lítica, estructuras de habitación enterramientos, etcétera; eso sin olvidar la validez como aporte extra de los estudios sobre hábitat, clima, fauna, y demás aspectos de los ecosistemas paleolíticos, que nos han aportado un marco de referencia esencial a la hora de contextualizar muchas de las actividades desarrolladas por estos grupos. El clima en el que se movían, los recursos de las diferentes zonas, la dieta (a partir de cotejar las informaciones sobre fauna con los restos hallados en yacimientos), son una parte esencial en el conocimiento de estas sociedades, debido a la estrecha relación de dependencia con el medio que presentan debido a su ausencia de producción de alimentos.

### Economía
El sistema económico ha perdurado hasta las comunidades recientes, Los habitantes de la Patagonia utilizaron puntas de flecha de sílex sin pulimentar hasta el siglo XIX, y a lo largo del siglo XX se han descubierto poblaciones que desconocían o voluntariamente limitaban las técnicas agrícolas. diferentes grupos han estado aislados geográficamente durante los últimos diez mil años.
Posiblemente se especializaría las labores por sexo y edad, es decir, los hombres cazaban y las mujeres y los niños recolectaban, y posiblemente el que presente mayor habilidad con las manualidades, dedicaría más tiempo a la fabricación de armas o al tratamiento de las pieles. Aparte de estas actividades económicas también se descubrieron minas excavadas con instrumentos paleolíticos e intercambios comerciales con la presencia de materiales como la obsidiana o conchas marinas en enterramientos a dos mil kilómetros de su origen.
El nomadismo es siempre necesario para los cazadores-recolectores, que deben moverse para garantizar la disponibilidad de los recursos básicos, para evitar que se agoten y de acuerdo a las estaciones y ciclos de las especies que aprovechan. Las características demográficas de los grupos varían según cada situación y los grupos pueden unirse y separarse estacionalmente, pero de todos modos siempre tienen un tamaño relativamente limitado.
Quizá la característica más destacada de estos grupos es su sistema económico, basado no en la producción de excedentes (cambio fundamental con la llegada del Neolítico en el caso de los grupos prehistóricos), sino en el aprovechamiento de los recursos de un medio concreto sin llegar a agotarlos, utilizando estrategias adquiridas a partir de un exquisito conocimiento del entorno. La reciprocidad generalizada y el parentesco extendido por alianzas matrimoniales son las relaciones sociales que establecen la territorialidad, las formas de cooperación y de intercambio de bienes y la solidaridad. Cuando a alguien o algún hogar le falta lo necesario para la subsistencia puede esperar recibirlo de sus parentes más afortunados e igualmente cada quien está dispuesto a dar a los parientes que sufran escasez, lo cual determina el carácter igualitario de estas sociedades.
A pesar de las limitaciones en los estudios, sobre todo en el caso de grupos paleolíticos, las comparaciones etnográficas con los grupos actuales parecen dar un papel mayor al consumo de vegetales sobre la carne. Sin embargo, otros autores han apuntado que las necesidades calóricas de un grupo pueden cambiar en función de una multiplicidad de elementos, como pueden ser el clima, la actividad, etcétera, por lo que todo parece apuntar a que factores ambientales influyen en las proporciones en la dieta de carne y vegetales. Estudios recientes afirman que los grupos cazadores-recolectores actuales presentan, en climas cálidos, una presencia de vegetales en su dieta de hasta un 80%, pero es de suponer que en climas más fríos, el porcentaje de carne en la dieta aumentaría (debido a una necesidad de aporte calórico mayor). Además, en líneas generales, estudios realizados han mostrado como los grupos cazadores-recolectores ven satisfechas todas sus necesidades con una media de trabajo semanal inferior a las 35 horas.[cita requerida]
Con respecto a los grupos prehistóricos, hay aspectos relativos a la subsistencia que no acaban de estar claros y los estudios comparados no terminan de alcanzar, debido a las diferencias en el entorno con grupos similares actuales. De todos modos, si parece bien conocido el camino que estas estrategias siguieron a lo largo del Paleolítico. En un primer momento, durante el Paleolítico Inferior, tenemos pequeños grupos que practican una tosca (a juzgar por las evidencias) caza, combinada con la recolección de alimentos y el aprovechamiento de carroña. Estos primeros grupos tenían un claro carácter oportunista. Durante el Paleolítico Medio, comienzan a diversificarse tanto las técnicas de caza (más complejas) como la diversidad de recursos a explotar y la manera de hacerlo, con un carácter eminentemente adaptativo que revela un gran conocimiento del medio. Ya en el Paleolítico Superior, se añaden definitivamente nuevos recursos (como la introducción de la pesca y el marisqueo).

### Organización social
El mundo social de los cazadores-recolectores actuales es enormemente complejo, y muy distinto en muchos aspectos al de las sociedades productoras actuales. En líneas generales se puede afirmar, sobre la base de los diversos estudios etnográficos realizados (muy especialmente los realizados con los San) que estos grupos tienden a las relaciones sociales laxas, solidarias y ausentes en buena medida de conflictos. De este modo, en el caso de los san, el sistema de propiedad privada es radicalmente distinto al conocido hoy en día por la mayoría de las sociedades. Poniendo la caza como ejemplo, se considera que aunque la presa es del cazador que la abate, una vez satisfechas sus necesidades y las de su familia, cualquier miembro del grupo puede aprovechar el resto para su consumo, de modo que se concede una gran importancia a una ética de compartirlo todo de forma que nadie del grupo pase necesidad; las reservas de cualquier cosa no indispensable, por lo general, no existen. Del mismo modo, contemplan relaciones sociales complejas, como el divorcio (realizado por lo general de mutuo acuerdo, con un mero abandono de hogar); es curioso como se contemplan los matrimonios experimentales y como el marido pasa un periodo de prueba en el que debe probar que es capaz de alimentar a su familia.
Un aspecto general de estas sociedades es su generalizada ausencia de violencia. Los San, por ejemplo, le tienen verdadero miedo, buscando siempre soluciones alternativas, como el abandono del poblado por una de las dos partes en conflicto. Además, en caso de darse, las situaciones de violencia están alta y eficazmente ritualizadas. Del mismo modo, la educación de los niños tiende a basarse en el ejemplo, con la tutela de sus padres, sustituidos por algún otro familiar en caso de falta.
Los estudios también tienden a revelar un papel importante del prestigio y la posición social, en general mucho más valorado que la propiedad privada; muchas veces la posición social lleva implícita influencia en los semejantes (a mayor prestigio, más valiosos se consideran los consejos ofrecidos); el prestigio en estas sociedades suele adquirirse mediante el trabajo, el esfuerzo y el ayudar a los demás.
Es muy común también un altísimo grado de conocimiento del medio y las limitaciones de los recursos que les rodean por parte de estos grupos, lo que a menudo redunda en ciertas prácticas sociales de control demográfico, con una enorme variedad; es muy habitual la presencia de tabúes sociales encaminados a controlar la demografía (por ejemplo, el denominado «tabú post-parto», basado en la abstinencia), así como de un aprovechamiento de sus grandes conocimientos sobre propiedades de la vida vegetal de su entorno como métodos abortivos, habitual en algunas sociedades de Sudamérica. La identificación más global con su medio suele darse entre los aborígenes australianos, que se consideran a sí mismos como parte del paisaje.
Por lo general, la familia tiene un gran relieve en estas sociedades. Es necesaria para mantener y educar a los pequeños, con cara a su papel y vida social como futuros adultos; también suelen implicar obligaciones recíprocas entre sus miembros, e incluso estas se hacen en ocasiones extensivas a toda la comunidad, caso de los niños y ancianos, que en la mayor parte de estas sociedades nunca serán desatendidos.
Con respecto a las sociedades prehistóricas de cazadores-recolectores, nuestro conocimiento es bastante más limitado. Sobre la base de ciertas evidencias bastante sólidas, se presupone una densidad de población variable según las condiciones ambientales pero en general tendente a la baja (unas 40/60 personas de media), organizada en torno a pequeños núcleos familiares, relacionados entre sí y con otros grupos de su entorno, con el objeto de evitar caer en la endogamia. Parece evidente una alta cohesión grupal basada en la necesidad, tanto de obtención de alimentos como de mera supervivencia. Con base en elementos presentes en el arte paleolítico, se tiende a asumir cada vez más la presencia de prácticas mágicas de tipo chamánico entre estos grupos prehistóricos, pero hoy en día es aún tema de debate entre los investigadores. De la recolección de esa y de otras plantas se hacían cargo las mujeres, las que al paso del tiempo fueron acumulando conocimientos sobre sus ciclos de crecimiento y sobre las partes que resultaban más útiles, pues eran ellas quienes se encargaban a final de cuentas de preparar los alimentos. Esta manipulación selectiva, en el caso del teocintle enfocada en la recolección de los granos, fue dando lugar a modificaciones en la estructura de la planta de maíz, que se convirtió en una en la que los granos no estaban cubiertos por gruesas membranas, sino por hojas, y no se desprendían. Además el tamaño de la mazorca era mayor y consecuentemente con más cantidad de granos. El hecho de que los granos no se desprendan solos de la mazorca hace de la reproducción de la planta un aspecto que depende de la intervención del hombre, quien debe sembrarla en el suelo y vigilar y procurar su crecimiento.

## División sexual del trabajo
La teoría, que dominó por muchos años, sobre cazadores consideraba que los hombres eran quienes salían a cazar y las mujeres y los niños recolectaban. También que las mujeres tenían como prioridad principal dedicarse a la crianza de los hijos, por lo cual, no podían cazar ya que era peligroso y menos rentable.
En 2018, a partir de nuevos hallazgos, se cuestiona la idea dominante de que en las primeras comunidades humanas ya había una división del trabajo por género a raíz de estudios realizados en enterramientos a 3.995 metros de altura, en el distrito de Puno, en los Andes peruanos, que demuestran que más de un tercio de cazadores eran en realidad cazadoras. En uno de los hallazgos, se analizó los huesos de un esqueleto de hace 8.000 años aproximadamente, cuyas características pertenecían a una mujer de entre 17 y 19 años, la misma se encontraba con armas de caza como puntas afiladas, pequeñas lanzas, cuchillos de pedernal, entre otros. También a poca distancia había restos de tarucas (venado andino) y vicuñas.

## Ligas externas
- Plata, L. J. (2022). Por tradición familiar... ¿proveer es un asunto masculino? Cómo Ves?, jun, año 24, núm. 283, sección "¿Será?", pp. 32-33, México, Dirección General de Divulgación de la Ciencia, Universidad Nacional Autónoma de México. ISSN 1870-3186

- Datos: Q27443
- Multimedia: Hunter-gatherers / Q27443